# Публий Волумний Евтрапел
Пу́блий Волу́мний Евтра́пел (лат. Publius Volumnius Eutrapelus; умер после 43 года до н. э.) — древнеримский аристократ из всаднического сословия, близкий друг триумвира Марка Антония.

## Биография
Будучи другом Марка Антония, подарил ему свою любовницу — актрису Кифериду.
После внезапного убийства в здании сената Гая Юлия Цезаря в 44 году до н. э. и усиления Марка Антония приобрёл большое влияние в Риме, покровительствовал Цицерону и Помпонию Аттику и по просьбе последнего вычеркнул из проскрипционных списков поэта Луция Юлия Калида. Сохранилось два письма Цицерона к Публию Волумнию.